# Antoine-Laurent-Thomas Vaudoyer
Antoine-Laurent-Thomas Vaudoyer, född 21 december 1756, död 27 maj 1846, var en fransk arkitekt.
Han studerade för Antoine-François Peyre och var far till Leon Vaudoyer.